# Método de Sanger

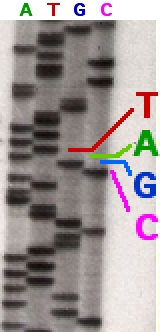

 En 1977, Frederick Sanger desarrolló el método de secuenciación de ADN conocido como método de Sanger. Dos años más tarde empleó esta técnica para secuenciar el genoma del bacteriófago Phi-X174, el primer ácido nucleico secuenciado totalmente en la historia.   este trabajo manualmente, sin ayuda de ningún automatismo. Este trabajo fue base fundamental para proyectos tan ambiciosos como el Proyecto Genoma Humano, y por él se le concedió su segundo Premio Nobel en 1980, que compartió con Walter Gilbert.
El método de secuenciación por didesoxinucleótidos, más conocido como el método Sanger se basa en el proceso biológico de la replicación del ADN. El método de secuenciación ideado por Sanger se basa en el empleo de dideoxinucleótidos que carecen del grupo hidroxilo del carbono 3', de manera que cuando uno de estos nucleótidos se incorpora a una cadena de ADN en crecimiento, esta cadena no puede continuar elongándose. Esto sucede porque la ADN polimerasa necesita un grupo terminal 3’ OH para añadir el siguiente nucleótido y el dideoxinucleótido incorporado carece de este grupo hidroxilo. 
El método comienza una vez que se aísla y se clona el ADN que se desea secuenciar. Este ADN se desnaturaliza y se emplea una sola hebra para la secuenciación. En la secuenciación se utiliza un cebador (denominado “primer” en inglés), que se encarga de suministrar el terminal 3’OH que necesita la ADN polimerasa para comenzar a elongar. Se preparan cuatro tubos de reacción, cada uno con el ADN molde de hebra sencilla que se desea secuenciar, con ADN polimerasa, con el “primer” y con los cuatro nucleótidos trifosfatados.
A cada tubo se le añade una pequeña proporción de un dideoxinucleótido trifosfato; un tubo con ddATP, otro con ddTTP, el tercero con ddGTP y el cuarto con ddCTP. En cada uno de estos tubos se producen cadenas de ADN de distintas longitudes, todas las cuales terminan en el lugar en el que se incorporó el dideoxinucleótido correspondiente añadido al tubo. Los productos de las 4 reacciones, cada una conteniendo una pequeña cantidad de uno de los cuatro dideoxinucleótidos, se cargan en un gel de acrilamida y se someten a electroforesis. Así obtendremos un patrón de bandas en orden, del cual es posible deducir la secuencia del ADN introducido.

## Secuenciación Sanger por electroforesis capilar
La secuenciación por el método de Sanger más llevada a cabo en la actualidad, emplea la electroforesis capilar, permitiendo su automatización.
Implica una previa fragmentación del ADN a secuenciar, seguido de la amplificación de estos fragmentos mediante la reacción en cadena de la polimerasa (PCR). A continuación se adopta el método Sanger: cada fragmento acabado en didesoxinucleótido está marcado fluorescentemente, de manera que cada didesoxinucleótido (ddATP, ddCTP, ddGTP, ddTTP) implica un color de fluoróforo diferente. De este modo, se produce una "escalera" de ADN de fragmentos que difieren en una base de longitud.
Posteriormente, cada fragmento marcado se separará por tamaño por electroforesis capilar, con detección automatizada de los fragmentos de ADN marcados fluorescentemente, proporcionando la secuencia ordenada de los fragmentos en cromatogramas.
La secuencia del ADN inicial a partir de los fragmentos de ADN secuenciados, se deduce bioinformáticamente por análisis de secuencias solapadas de los fragmentos de ADN.

### Aplicaciones de la secuenciación por electroforesis capilar
La secuenciación de ADN por electroforesis capilar incluye las siguientes aplicaciones: detección de SNPs ("single nucleotide polymorphisms"), análisis de polimorfismos de conformación de cadena simple  (SSCP) y análisis de las repeticiones cortas en tándem (STR).

### Pasos de la secuenciación
- Amplificación

Amplificación por PCR de los fragmentos de ADN en un termociclador, añadiendo dNTPs marcados con fluoróforos al mix estándar.
- Purificación

Para eliminar los componentes del mix de PCR, dejando nuestro ADN amplificado puro. Puede ser llevado a cabo por kits de purificación comerciales.
- Electroforesis capilar

Los fragmentos de ADN se inyectan en el capilar de electroforesis, y los picos de fluorescencia correspondientes a cada nucleótido, llegarán a un detector en tiempo real, y cuyos datos se pueden transformar informáticamente en un cromatograma que nos dará los datos de la secuencia de nuestra muestra de ADN.